# Lštění (Blížejov)
Lštění je vesnice, část obce Blížejov v okrese Domažlice v Plzeňském kraji. Nachází se čtyři kilometry jihovýchodně od Blížejova. Je zde evidováno 86 adres. V roce 2011 zde trvale žilo 121 obyvatel.
Lštění leží v katastrálním území Lštění nad Zubřinou o rozloze 8,14 km².

## Historie
První písemná zmínka o vesnici pochází z roku 1196.

## Obyvatelstvo
| Rok            | 1869 | 1880 | 1890 | 1900 | 1910 | 1921 | 1930 | 1950 | 1961 | 1970 | 1980 | 1991 | 2001 | 2011 | 2021 |
| -------------- | ---- | ---- | ---- | ---- | ---- | ---- | ---- | ---- | ---- | ---- | ---- | ---- | ---- | ---- | ---- |
| Počet obyvatel | 424  | 463  | 450  | 504  | 463  | 506  | 449  | 293  | 267  | 222  | 168  | 155  | 131  | 121  | 124  |
| Počet domů     | 75   | 76   | 77   | 81   | 79   | 82   | 86   | 87   | 102  | 66   | 55   | 57   | 57   | 57   | 60   |

## Obecní správa
Při sčítání lidu v letech 1850–1979 Lštění bylo samostatnou obcí, se kterým patřilo nejprve do okresu Horšovský Týn (v letech 1850–1910 Horšův Týn), ale od roku 1960 v okrese Domažlice. Od 1. ledna 1980 je částí obce Blížejov v okrese Domažlice. V letech 1850–1899 a v letech 1961–1979 k obci patřily Malonice a v letech 1850–1959 také Dohalice a Mimov.

## Pamětihodnosti
Na východním okraji vesnice stojí lštěnská tvrz založená již ve čtrnáctém století. Později byla několikrát upravována, ale dochovaná věž pochází z patnáctého století. Ve druhé polovině osmnáctého století byla přestavěna na sýpku, ke které v devatenáctém století přistavěli obytný dům.

## Další fotografie

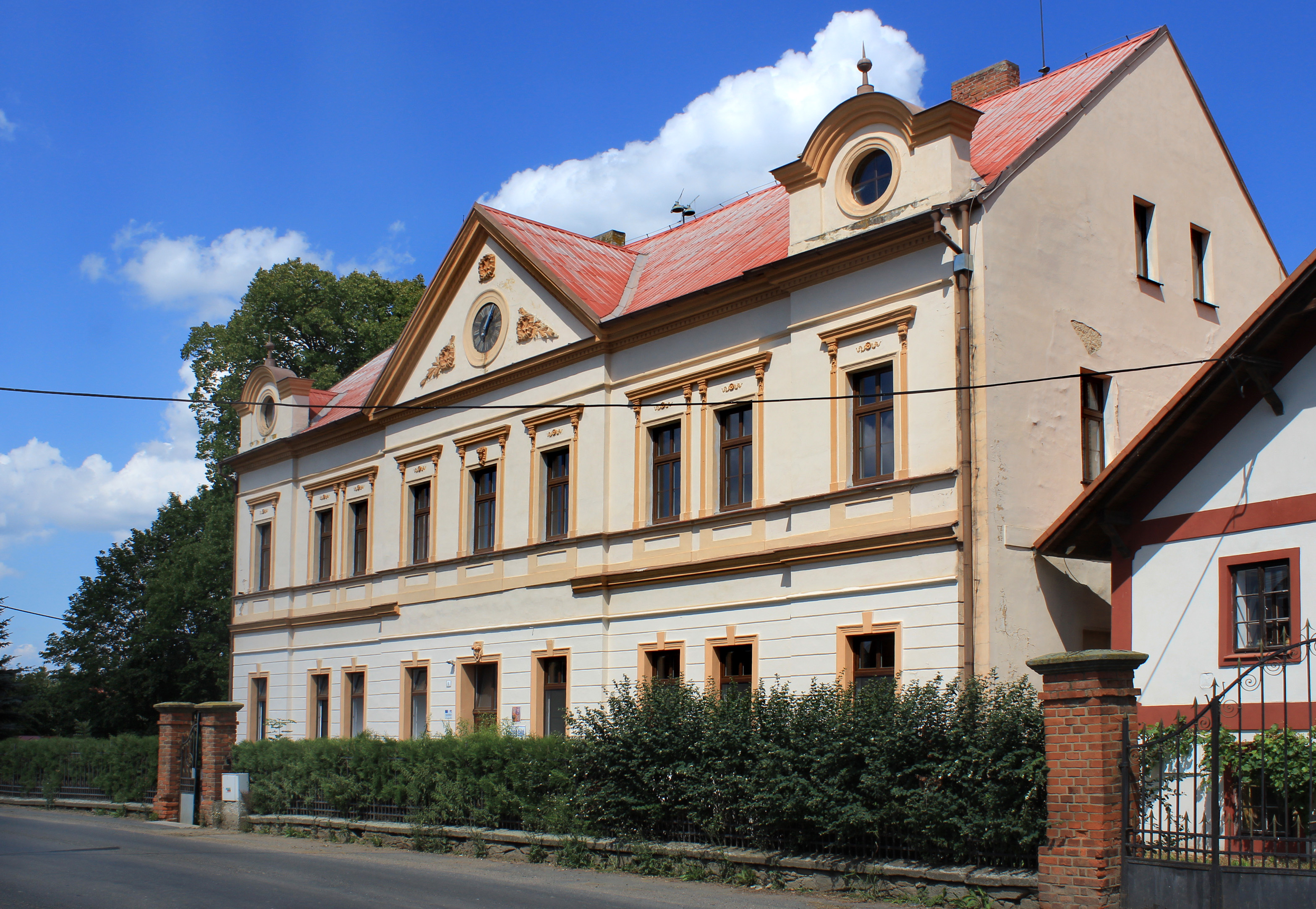
Bývalá škola
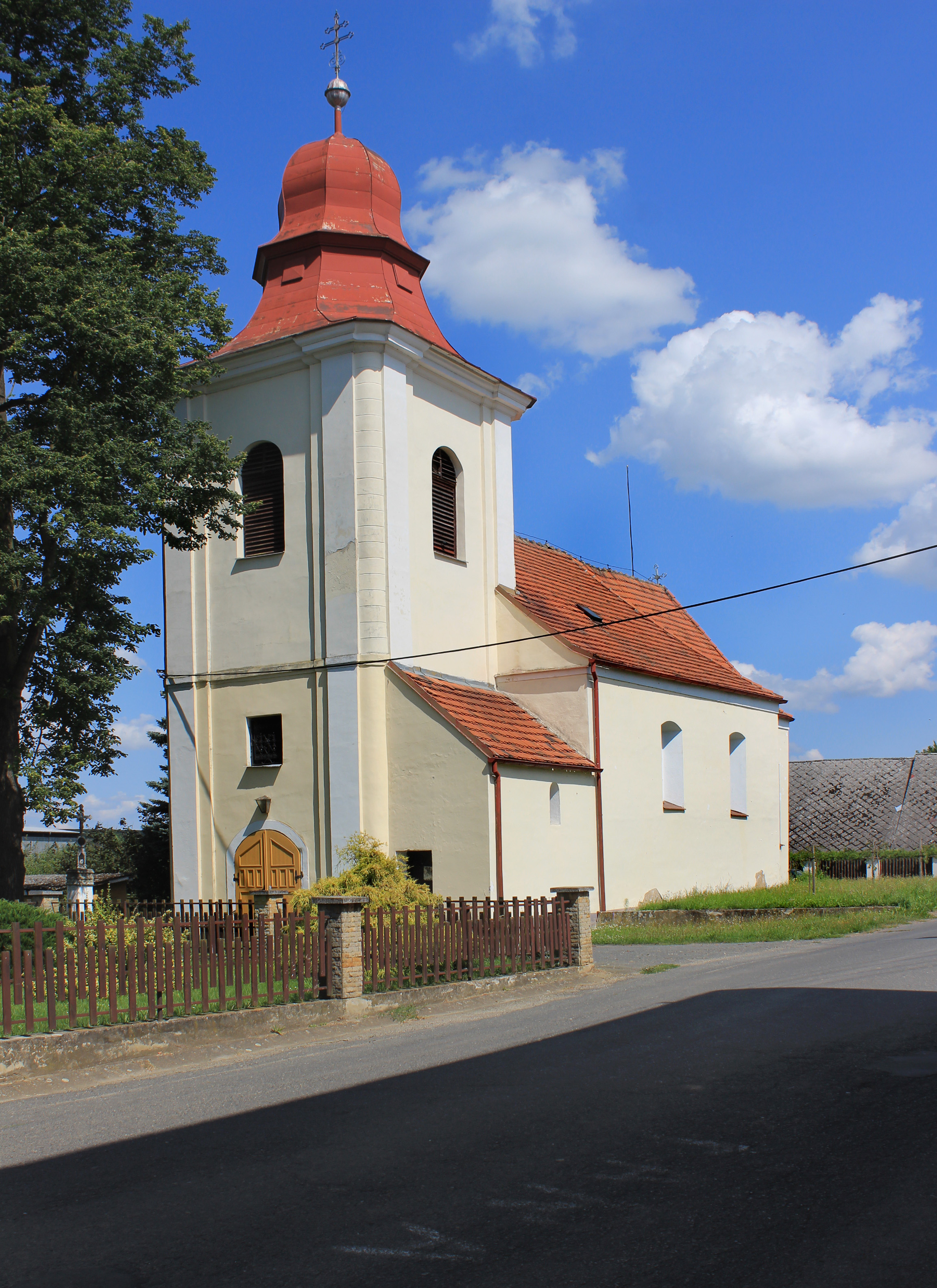
Kostel svatého Jana Křtitele
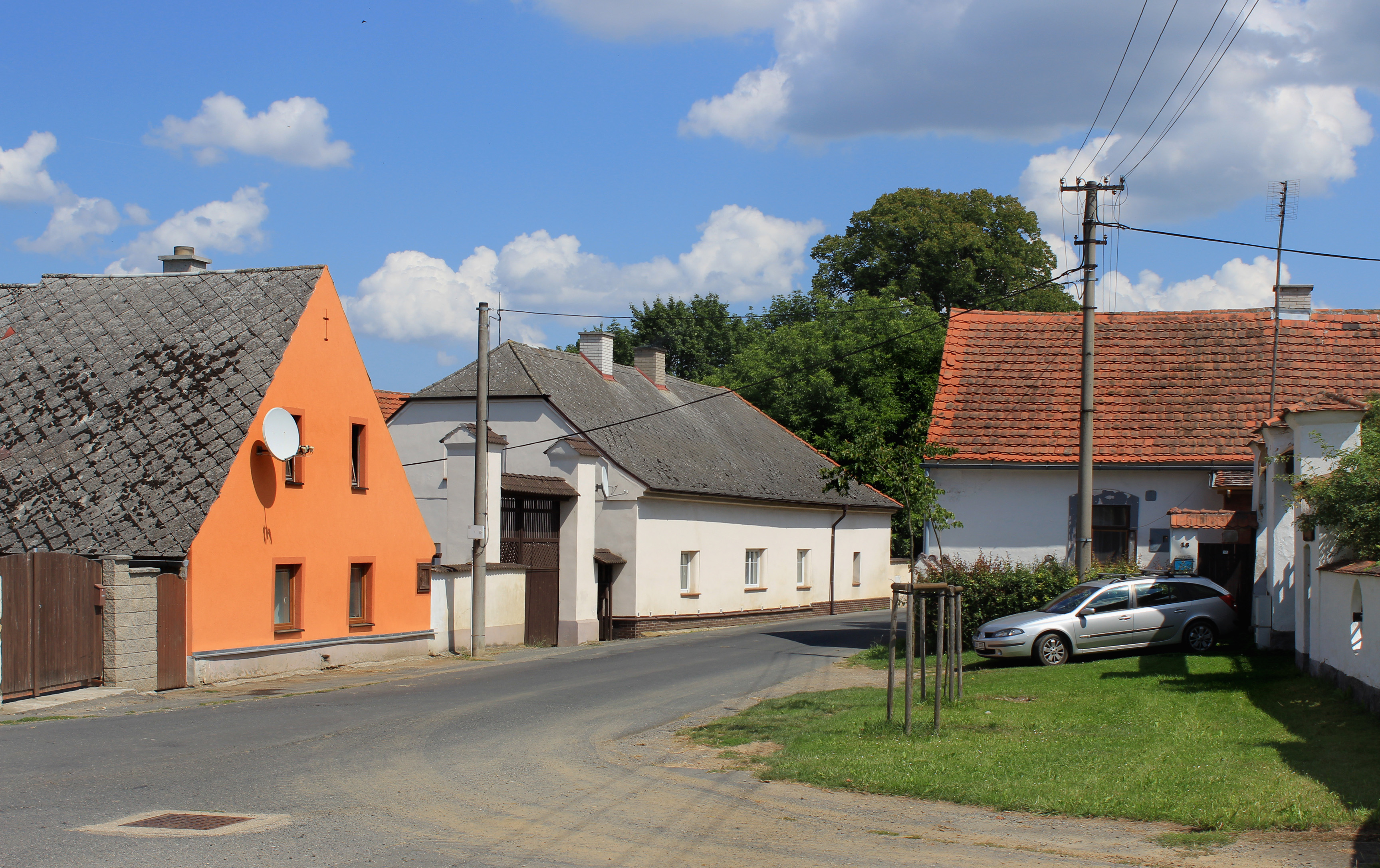
Silnice na východ ke Kanicím